# Балка Терноватка
Балка Терноватка — балка (річка) в Україні у Компаніївському районі Кіровоградської області. Права притока річки Інгулу (басейн Південного Бугу).

## Опис
Довжина балки приблизно 6,81 км, найкоротша відстань між витоком і гирлом — 6,43  км, коефіцієнт звивистості річки — 1,06 . Формується декількома струмками та загатами.

## Розташування
Бере початок у селі Петрівка. Тече переважно на південний схід і на північно-східній стороні від села Лозуватка впадає у річку Інгул, ліву притоку річки Південного Бугу.

## Цікаві факти
- У XX столітті на балці існувала газова свердловина[2], а у XIX столітті — 1 хутір[1].